# شماط (إب)

تعديل مصدري - تعديل

شماط محلة تابعة لقرية دار الشرف، التابعة لعزلة ريمان بمديرية إب إحدى مديريات محافظة إب في الجمهورية اليمنية.، بلغ تعداد سكانها 106 حسب تعداد اليمن لعام 2004.